# Јанез Дрновшек
Јанез Дрновшек (Цеље, 17. мај 1950 — Заплана, 23. фебруар 2008) је био словеначки политичар, некадашњи председник Председништва СФРЈ (1989 — 1990), и председник Словеније (2002 — 2007).

## Биографија
Роди се у Цељу, а одрастао је у селу Кисовец близу Загорја об Сави. Дипломирао је на Економском факултету у Љубљани, a докторирао на Економском факултету у Марибору 1986. године. Универзитет у Бостону му је доделио звање почасног доктора 1996. а Универзитет у Илиноису исту титулу 1999. године. Дипломатску каријеру је почео седамдесетих у југословенској амбасади у Каиру, а касније је радио у Ослу на Институту за међународну економику. Бавио се проучавањем савременог светског економског уређења. По повратку у земљу постао је директор филијале „Љубљанске банке“ у Трбовљу. У априлу 1989. године изабран је за словеначког члана Председништва СФРЈ, а у мају је постао председник Председништва по ротирајућем принципу са мандатом од годину дана. За време оружаног сукоба ЈНА са јединицама ТО Словеније био је главни преговарач. После отцепљења Словеније од СФРЈ и проглашења независности четири пута је биран за премијера, последњи пут 2000. године. На изборима одржаним децембра 2002. године изабран је за председника Словеније са 56,51% гласова а противкандидат је била Барбара Брезигар. Дужност је преузео од дугогодишњег председника Милана Кучана. Поред словеначког, говорио и енглески, француски, шпански, и српскохрватски језик. Из брака има сина Јашу, и ванбрачну ћерку Нану Форте.
Умро је од последица рака, 23. фебруара 2008. у Заплани. Покопан је на породичном гробљу у Загорју об Сави.